# Mistrovství Evropy v zápasu ve volném stylu 1977 – seznam účastníků
Seznam účastníků na mistrovství Evropy v zápasu ve volném stylu za rok 1977.

## Východní blok
| země | papírová      | muší       | bantamová    | pérová        | lehká          | velterová   | střední      | polotěžká     | těžká         | supertěžká   | počet |
| ---- | ------------- | ---------- | ------------ | ------------- | -------------- | ----------- | ------------ | ------------- | ------------- | ------------ | ----- |
| BLR  | S. Stojanov   | D. Filipov | M. Selmanov  | M. Dukov      | I. Jankov      | A. Nanev    | I. Abilov    | Š. Ljutviev   | V. Petrov     | M. Gerčev    | 10    |
| RSR  | G. Rașovan    | I. Dumitru | P. Brândușan | L. Sándor     | V. Stănescu    | E. Cristian | T. Seregély  | V. Iorga      | V. Pușcașu    | L. Șimon     | 10    |
| SSSR | S. Kornilajev | A. Ivanov  | V. Alexejev  | V. Jumin      | I. Gajdarbekov | P. Marta    | C. Zandžijev | A. Prokopčuk  | A. Bisultanov | V. Paršukov  | 10    |
| PLR  | J. Falandys   | W. Stecyk  | W. Kończak   | M. Filipowicz | S. Chiliński   | —           | J. Górski    | P. Kurczewski | T. Busse      | A. Sandurski | 9     |
| NDR  | —             | H. Reich   | B. Bobrich   | H. Strumpf    | G. Brauer      | P. Syring   | —            | U. Neupert    | H. Büttner    | —            | 7     |
| MLR  | —             | H. Gál     | —            | —             | L. Katz        | J. Kocsis   | I. Kovács    | G. Molnár     | —             | J. Balla     | 6     |
| ČSSR | —             | —          | —            | V. Hönsch     | —              | D. Karabin  | —            | —             | J. Strnisko   | P. Drozda    | 4     |
| SFRJ | —             | K. Efremov | —            | R. Darlev     | S. Sejdiu      | K. Ristov   | —            | —             | —             | —            | 4     |

## Západní a ostatní Evropa
| země        | země        | papírová  | muší              | bantamová        | pérová        | lehká       | velterová        | střední        | polotěžká   | těžká    | supertěžká | počet |
| ----------- | ----------- | --------- | ----------------- | ---------------- | ------------- | ----------- | ---------------- | -------------- | ----------- | -------- | ---------- | ----- |
| Turecko     | Turecko     | M. Yalkın | K. Özdağ          | F. Gökdoğan      | N. Kurt       | M. Sarı     | R. Karabacak     | M. Uzun        | İ. Temiz    | M. Güçlü | H. Çokal   | 10    |
| NSR         | NSR         | —         | —                 | H. Partsch       | E. Giray      | G. Sattel   | —                | A. Seger       | W. Liebgott | —        | —          | 5     |
| Kypr (s.ú.) | Kypr (s.ú.) | —         | —                 | M. Özyıldız      | M. Denizgezen | A. Şener    | O. Reyfet        | —              | —           | —        | —          | 4     |
| Finsko      | Finsko      | —         | —                 | J. Rauhala       | R. Löppönen   | K. Övermark | —                | J. Övermark    | —           | —        | —          | 4     |
| Francie     | Francie     | —         | J.-M. Schatteman* | D. Lo Brutto     | —             | D. Nicolas  | —                | A. Bouchoule*  | —           | —        | —          | 4     |
| Řecko       | Řecko       | —         | —                 | J. Chadzijanidis | P. Kucupakis  | —           | J. Polychronidis | J. Pachtas     | —           | —        | —          | 4     |
| Švýcarsko   | Švýcarsko   | —         | —                 | —                | —             | H. Zbinden  | H. Magistini*    | J. Martinetti* | P. Steiger  | —        | —          | 4     |
| Španělsko   | Španělsko   | —         | —                 | —                | M. González*  | —           | —                | J. Pereira*    | —           | —        | —          | 2     |
| Itálie      | Itálie      | —         | —                 | —                | —             | —           | —                | —              | M. Azzola   | —        | —          | 1     |